# 八幡林官衙遺跡
八幡林官衙遺跡（はちまんばやしかんがいせき）は、 新潟県長岡市島崎にある飛鳥時代の官衙跡。1995年（平成7年）3月17日に国史跡に指定された。

## 概要
国道116号和島バイパス整備の伴う発掘調査1990年（平成2年）、 郡符木簡や「沼垂城」と記された木簡、墨書土器などが出土した。渟足柵（沼垂城）は蝦夷への重要拠点でありながらその記述は日本書紀にのみしかなかったため本遺跡からの木簡の出土は日本書紀の記述を裏付けることになった。墨書土器から、この遺跡が9世紀頃に、古志郡衙の郡庁の一角か「大領」の館であったことが分かった。また、 古代北陸道の駅家が遺跡の付近にあり、この官衙が、国府の出先機関や駅家などが併設された複合的なものであることも分かっている。
本遺跡の重要性から和島バイパス施工主体の建設省は本遺跡保存のため工法をトンネルへ変更した。